# Касатонов Захар Костянтинович
Заха́р Костянти́нович Касато́нов (7 липня 2005) — український хокеїст, воротар хокейного клубу «Тризуб» (Київ).

## Життєпис
Вихованець харківської СДЮСШОР. Виступав за хокейний клуб «Харківські Берсерки». У вересні 2024 року перейшов до київського хокейного клубу «Тризуб».
Студент кафедри фізичного виховання та спорту Харківського національного університету радіоелектроніки.
У 2025 році на зимовій Універсіаді в Турині (Італія) у складі студентської збірної України з хокею здобув бронзову медаль.